# Through Art We Are All Equals
Through Art We Are All Equals è l'album di debutto del gruppo musicale statunitense Slaves, pubblicato il 24 giugno 2014 dalla Artery Recordings.

## Tracce
1. The Fire Down Below – 4:05
2. This Is You Throwing in the Towel – 3:24
3. The Young and Beyond Reckless (ft. Tyler Carter) – 3:16
4. My Soul Is Empty and Full of White Girls – 3:58
5. Those Who Stand for Nothing, Fall for Everything – 3:48
6. The Hearts of Our Young (ft. Natalie Craig) – 4:24
7. There Is Only One God and His Name Is Death – 4:07
8. The King and the Army That Stands Behind Him (ft. Kyle Lucas) – 3:12
9. Ashes.Dust.Smoke.Love.Stars.The One. – 3:11
10. The Upgrade, Pt. II – 3:40
11. Starving for Friends (ft. Vic Fuentes) – 4:04

## Formazione
Slaves
- Jonny Craig – voce, pianoforte
- Alex Lyman – chitarra solista
- Christopher Kim – chitarra ritmica, percussioni
- Jason Mays – basso
- Tai Wright – batteria, percussioni

Altri musicisti
- Tyler Carter – voce in The Young and Beyond Reckless
- Natalie Craig – voce in The Hearts of Our Young
- Kyle Lucas – voce in The King and the Army That Stands Behind Him
- Vic Fuentes – voce in Starving for Friends

Produzione
- Kris Crummett – produzione, ingegneria del suono, missaggio, mastering
- Jonny Craig – produzione addizionale
- Dan Korneff – ingegneria del suono addizionale in Starving for Friends

## Classifiche
| Classifica (2014)         | Posizione massima |
| ------------------------- | ----------------- |
| Stati Uniti               | 53                |
| Stati Uniti (independent) | 12                |
| Stati Uniti (alternative) | 15                |
| Stati Uniti (rock)        | 16                |
| Stati Uniti (hard rock)   | 4                 |